# Борисова, Майя Ивановна
Ма́йя Ива́новна Бори́сова (псевдонимы Майская; М.Чернышёва; М.Юрьева; 21 мая 1932, Ленинград — 1 февраля 1996, Санкт-Петербург) — советская, российская поэтесса, переводчик.

## Биография
Майя Ивановна Борисова родилась 21 мая 1932 года в Ленинграде в семье служащих.
Впервые попала в литературу в двухгодовалом возрасте:
Точно такой же приём разукрупнения согласных при помощи добавочных гласных подметила у своей дочери Майи ленинградская жительница Инна Борисова: «Я сикушала кашику», «я гуляю си бабушкой». При помощи такого приёма Майя (одного года десяти месяцев) избегала неудобных для неё звукосочетаний.

- 1955 год — окончила отделение журналистики филологического факультета ЛГУ;
- тогда же — по распределению — уехала в Абакан; работала литературным сотрудником и заведующей отделом культуры в редакции газеты «Советская Хакасия»,
  - 5 сентября 1955 года в газете было опубликовано первое стихотворение поэтессы «Начало пути» под псевдонимом М.Майская.
- Михаил Дёмин (известный писатель-невозвращенец, двоюродный брат Юрия Трифонова) так описал свою встречу с Майей Борисовой в хакасском поселке Шира в своём автобиографическом романе "Рыжий дьявол": Сейчас-то она — известная российская писательница, маститый литератор, а тогда, двадцать с лишним лет назад, это была круглощекая белобрысая девчонка с удивленно раскрытыми блестящими карими глазами.
- затем работала в газете «Красноярский комсомолец».
- Первый сборник стихов «Лирические стихи» вышел в Красноярске.
- 1961 — второй сборник «Вечерние окна».
- 8 июля 1958 — стихотворение «Дорожное» было опубликовано в «Комсомольской правде»; оно стало лейтмотивом известной в те годы повести В. Аграновского «Нам — восемнадцать»…

Майя Борисова много писала для детей.

Много занималась переводами; она переводила:
- Яна Райниса и Аспазию (с латышского),
- Низами (с азербайджанского),
- Алымкан Дегенбаеву (с киргизского),
- Василия Ледкова (с ненецкого)
- и многие другие.

Скончалась 1 февраля 1996 года в Санкт-Петербурге от сердечного приступа.

Похоронена в посёлке Репино под Петербургом.

Десятилетие спустя после её кончины был выпущен сборник «Тридцать три стихотворения и три рассказа о Ленинграде-Петербурге».

### Публикации
- «Лирические стихи». Красноярск, 1957;
- «На первом перевале». Красноярск, 1958;
- «Вечерние окна». Красноярск, 1961;
- «Белый свет». М., 1963;
- «Покупайте весёлые сны!» Красноярск, 1964;
- «Арр-Бус и говорящая лошадь: рассказы». 1965;
- «Избранная лирика». М., 1965;
- «Интереснее пешком». Л., 1967, 1973;
- «Стихи». П., 1967;
- «Каменный берег: Новые стихи». Л., 1967;
- «Пегас-69: стихи». Л., 1969;
- «Грибной дождь: Поэмы и диалоги». Л., 1970;
- «Восемь весенних песенок». Л., 1970;
- «Олени ждут солнца: Четыре рассказа и одна сказка про Север»[5]. Л., 1971;
- «Мы гуляем по Летнему саду». Л., 1972;
- «Часозвон». Л., 1973;
- «Пришли мы вчетвером». Л., 1974;
- «Пока вчера ещё сегодня». Л., 1975;
- «У красавицы Невы». Л., 1976;
- «Птица Дождь». Л., 1977;
- «Равновесие». Л., 1977;
- «Малая Невка». Книга лирики. Л., 1976;
- «Разговор: стихи разных лет». Л., 1979;
- «Ритуальные жесты: повесть» // Звезда. 1980. № 3;
- «Ритуальные жесты». Повесть и рассказы. — Л.,"Советский писатель", 1983 (первая книга прозы М.Борисовой)
- «Птенцы под шапкой Мономаха» // Нева. 1998. № 4;
- «Добро по кругу». Рассказы. Л., 1987;
- «Иди, Кирилл, на Белое озеро» // Рассказы о православных святых. СПб., 1999.

### Критика
- Критик Адольф Урбан (Урбан А. Поэмы Майи Борисовой // Борисова М. Грибной дождь. Поэмы и диалоги. Л., 1970. С. 8) отмечал следующие характерные черты Борисовой: «Повышенная чуткость к течению исторического времени, к традициям, к народным истокам народной культуры».
- Майя Борисова неоднократно становилась объектом литературных пародий[6]; в том числе, Александра Иванова[7] и Алексея Пьянова.

## Личная жизнь
А главное – не надо пить с утра.
Не то всё прахом: отдых и работа...
Мне говорят: не велика беда…
— Не велика! — я отвечаю людям.
Но на земле детей моих не будет.
Нигде.
И никаких.
И никогда.Майя Борисова